# August Meier
August Meier (Mainz, 1900 – Bayreuth (stad), 1960) was een Duitse officier en SS-Obersturmbannführer tijdens de Tweede Wereldoorlog.
In 1941 kreeg hij het commando over Einsatzkommandos 5 van Einsatzgruppe C. Van september tot februari 1942 werden in de regio Kiev onder zijn bevel ongeveer 10.000 Joden vermoord door Einsatzkommando 5.
Vanaf 1943 gaf hij leiding aan de Sicherheitspolizei en de SD (KdS) van Limoges, gevestigd op de hoek van Cours Gay-Lussac, tegenover het Champ de Juillet, een gebouw dat na 11 november 1942 werd gevorderd.
In 1959 werd hij voor de rechter gebracht voor wat er in Oekraïne was gebeurd en werd hij verhoord door de officier van justitie van de districtsrechtbank van Aschaffenburg (stad). Vervolgens werd hij gearresteerd en overgebracht naar het detentiecentrum Hohenasperg, waar hij in mei 1960 zelfmoord pleegde.